# Lars Brygmann
Lars Brygmann (n. 17 de febrero de 1957, Copenhague) es un actor danés. Ha tenido varios papeles importantes en series de televisión y películas. Brygmann es conocido por su papel de Thomas La Cour en Rejseholdet, como el recepcionista en Festen (1998), así como por su participación en las series de televisión Forsvar y Borgen.

## Vida personal
Lars Brygmann es el hermano mayor de los también actores Martin y Jens Brygmann. Se casó con la presentadora de televisión Katrine Solomon en 2001 y se divorció en 2015, con quien tiene dos hijos, Fernanda y Carlo.

## Filmografía

### Cine
- Elsker, elsker ikke (1995)
- En stille død (1997)
- Sekten (1997)
- Frøken Smillas fornemmelse for sne (1997)
- Festen (1998)
- Albert (1998)
- Bænken (2000)
- En som Hodder (2003)
- Arven (2003)
- Rembrandt (2003)
- Kongekabale (2004)
- Lad de små børn... (2004)
- Fluerne på væggen (2005)
- Unge Andersen (2005)
- Til døden os skiller (2007)
- Den du frygter (2008)
- En Forelskelse (2008)
- Skyscraper (2011)
- A Funny Man (2011)
- That Time of Year (2018)
- Retfærdighedens Ryttere (2021)

### Televisión
- Juletestamentet (especial de Navidad en TV 2, 1995)
- TAXA (DR)
- Edderkoppen (DR)
- Rejseholdet (DR)
- Forsvar (TV 2)
- Borgen
- Dicte (TV 2)
- Equinox